# SummerSlam 2024
SummerSlam (2024) was de 37e professioneel worstel-pay-per-view (PPV) en WWE Network evenement van SummerSlam dat georganiseerd word door WWE voor haar Raw en SmackDown brands. Het evenement vond plaats op 3 augustus 2024 in  het Cleveland Browns Stadium in Cleveland , Ohio. . Tijdens dit evenement keerde Roman Reigns terug na een periode van afwezigheid na WrestleMania XL in April 2024.

## Productie

### Verhaallijnen
De wedstrijd kaart bevat overeenkomsten die het resultaat zijn van gescripte verhaallijnen. De resultaten worden vooraf bepaald door de schrijvers van WWE op de merken Raw en SmackDown, terwijl verhaallijnen worden geproduceerd in de wekelijkse televisieprogramma's van WWE, Monday Night Raw en Friday Night SmackDown.

### Face/heel turns
De volgende WWE Superstars werden heel of face tijdens dit evenement.
| Worstelaar(s) | status voor Summerslam | Status na Summerslam |
| ------------- | ---------------------- | -------------------- |
| Roman Reigns  | Heel                   | Face                 |
| Damian Priest | Heel                   | Face                 |
| Rhea Ripley   | Tweener                | Face                 |
| Liv Morgan    | Tweener                | Heel                 |

## Matches
De onderstaande wedstrijden zijn al bevestigd middels een bronvermelding.
| Nr. | Match                                  | Winnaar(s)         | Opmerkingen                                                                                     | Bron  |
| --- | -------------------------------------- | ------------------ | ----------------------------------------------------------------------------------------------- | ----- |
| 1   | Damian Priest (c) vs. Gunther          | Gunther (nc)       | Een tegen een wedstrijd voor het World Heavyweight Championship                                 | [ 2 ] |
| 2   | Bayley (c) vs. Nia Jax                 | Nia Jax (nc)       | Een tegen een wedstrijd voor het WWE Women's Championship.                                      | [ 3 ] |
| 3   | Liv Morgan (c) vs. Rhea Ripley         | Liv Morgan         | Een tegen een wedstrijd voor het WWE Women's World Championship.                                | [ 4 ] |
| 4   | Cody Rhodes (c) vs. Solo Sikoa         | Cody Rhodes        | Een tegen een wedstrijd voor het Undisputed WWE Championship volgens de bloodline regels.       | [ 5 ] |
| 5   | Logan Paul (c) (met MKG) vs. LA Knight | LA Knight (nc)     | een tegen een wedstrijd voor het WWE United States Championship                                 | [ 6 ] |
| 6   | Sami Zayn (c) vs. Bron Breakker        | Bron Breakker (nc) | een tegen een voor het WWE Intercontinental Championship                                        | [ 7 ] |
| 7   | CM Punk vs. Drew McIntyre              | Drew McIntyre      | Een tegen een wedstrijd Seth "Freakin" Rollins zal fungeren als de speciale gastscheidsrechter. | [ 8 ] |

- (c) = Kampioen voor de wedstrijd
- (nc) = nieuwe kampioen